# 연풍연가
"연풍연가"는 1999년에 개봉한 대한민국의 영화이다.

## 캐스팅
- 장동건 : 태희 역
- 고소영 : 영서 역
- 박진희 : 미스 홍 역
- 김정학 : 감동하 역
- 이영란 : 영서 모 역
- 이대로 : 태희 부 역
- 정진우 : 장 기사 역
- 손영순 : 길 잃은 할머니 역
- 현숙희 : 파출부 역
- 주효만 : 아들 많은 할아버지 역
- 김경란 : 소매치기 당하는 할머니 역
- 전해룡 : 부장 역
- 이영은 : 승무원 역
- 한나나 : 여직원 역
- 맹봉학 : 낚시꾼 역
- 이현 : 영어 강사 역
- 이정헌 : 싸우는 신혼부부 남 역
- 조선묵 : 택시기사 역 (우정출연)
- 김민 : 서은미 역 (우정출연)
- 김중기 : 은미 남편 역 (우정출연)
- 한재석 : 연예인 커플 남 역 (우정출연)
- 신주리 : 연예인 커플 여 역 (우정출연)